# Thomas Kessler
Thomas Kessler (Colonia, 20 gennaio 1986) è un ex calciatore tedesco, di ruolo portiere.

## Palmarès

### Club

#### Competizioni nazionali
- 2. Fußball-Bundesliga: 2

Colonia: 2013-2014, 2018-2019